# زيت باباسو

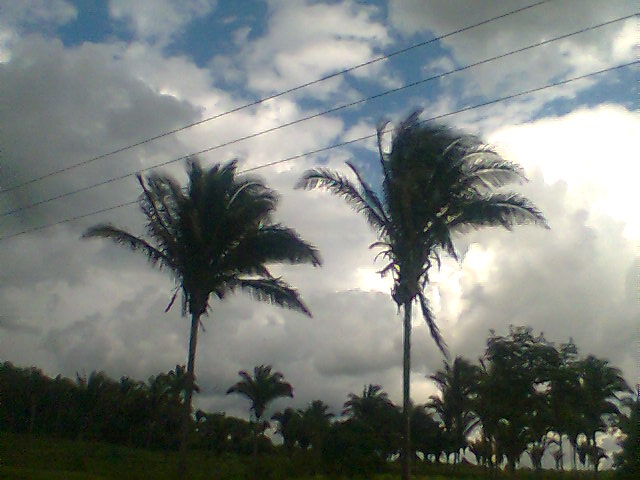
أشجار الباباسو في البرازيل

زيت باباسو هو زيت نباتي بلون أصفر خفيف عندما يكون سائل ويتحول إلى اللون الأبيض الكريمي عندما يكون صلب ويستخرج من بذور شجرة الباباسو التي تنمو في منطقة الأمازون في جنوب أمريكا. يستخدم كغذاء ومنتجات البشرة. يمتلك خصائص تشبه زيت جوز الهند ولذلك يستخدم بكثرة كبديل له ويختلف عنه بالرائحة وملمس طري ورقيق أكثر من زيت جوز الهند القاسي. يشكل الدهن حوالي 70% من تركيبه ومن الأحماض الدهنية التالية:
| الحمض الدهني            | النسبة |
| ----------------------- | ------ |
| حمض الغار (اللوريك)     | 50.0%  |
| حمض الميريستيك          | 20.0%  |
| حمض النخيل (البالميتيك) | 11.0%  |
| حمض الزيت (الأولييك)    | 10.0%  |
| حمض الشمع (الستياريك)   | 3.5%   |

يملك كلا من حمض اللوريك وحمض الميريستيك نقطة انصهار قريبة من درجة حرارة الإنسان وذلك يمكن وضع الزيت على البشرة ويذوب على السطح، توفر هذه العملية تبريد وترطيب البشرة بسبب انتقال الحرارة.
في عام 2008، استخدم خليط من زيت جوز الهند وزيت الباباسو لتشغيل جزئي لمحرك واحد من طائرة بوينغ 747 في تجربة للوقود الحيوي مدعومة من خطوط فيرجن أتلانتيك الجوية.